# 야에야마 지청

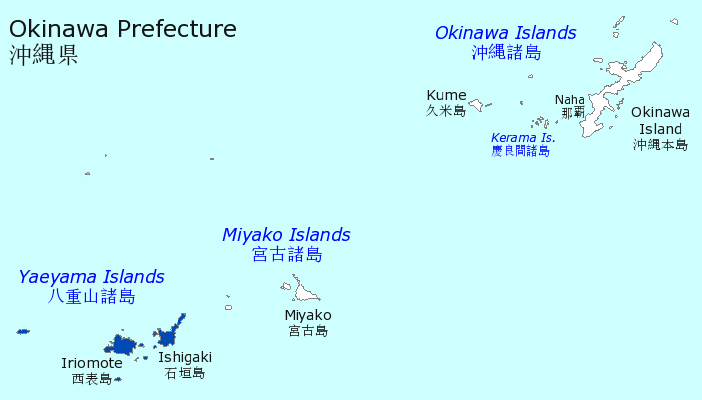
야에야마 지청의 위치

야에야마 지청(일본어: 八重山支庁)은 일본 오키나와현의 지청이다. 지청소재지는 이시가키시이다.
야에야마 제도와 센가쿠 제도의 이하의 자치체를 포함한다.
- 이시가키시
- 야에야마군
  - 다케토미정
  - 요나구니정

## 같이 보기
- 미야코 지청